# Pinnkompass

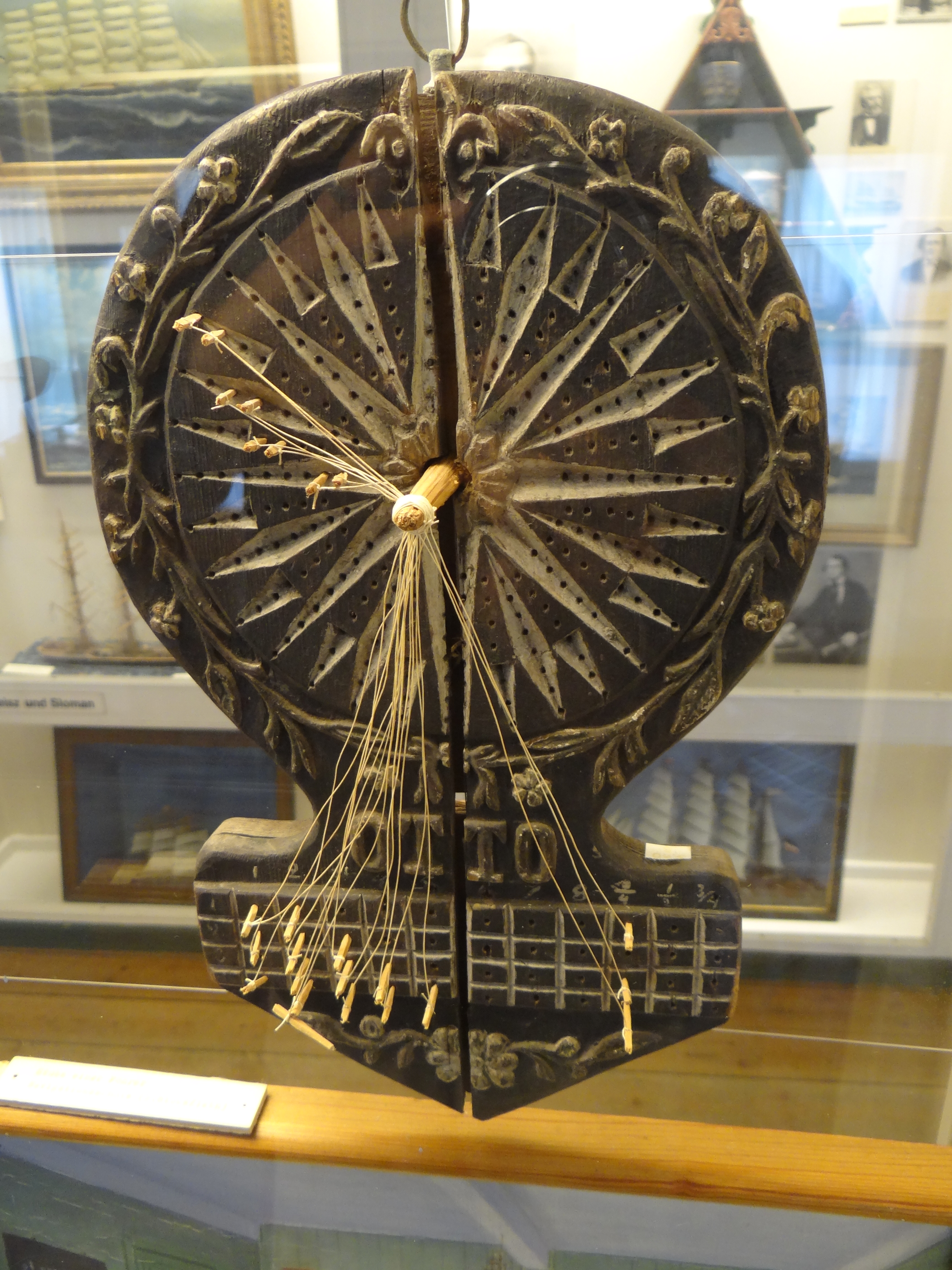
Pinnkompass

Ein Pinnkompass, auch Steck- oder Besteckkompass, Wach- oder Holländerbrett genannt, war ein Hilfsmittel für die Koppelnavigation in der früheren Segelschifffahrt.
Es bestand aus einem Brett mit den Himmelsrichtungen, ähnlich der Windrose eines Kompasses, und Löchern in acht konzentrischen Kreisen. Die acht Kreise entsprechen den acht Glasen, also vier Stunden, der Wache am Steuer. Jede halbe Stunde (= 1 Glas) steckte der Steuermann einen kleinen Pflock (‚Sticken‘) in das Loch auf dem Pinnkompass, welches dem Kurs entspricht, der in dieser Zeit gehalten wurde.
Ergänzend wurde in einem Feld unterhalb der Windrose die Geschwindigkeit – gemessen mit einem Log – festgehalten, die während des entsprechenden Glases gefahren wurde. So ließ sich am Ende der Wache der insgesamt gefahrene Kurs rekonstruieren und in eine Seekarte übertragen.